# باشگاه فوتبال استقلال تهران در فصل ۷۵–۱۳۷۴
باشگاه فوتبال استقلال تهران در فصل ۷۵–۱۳۷۴ پنجاهمین فصل حضور باشگاه فوتبال استقلال تهران در مسابقات فوتبال در ایران بود. استقلال در این فصل در پنجمین دوره جام آزادگان، جام آزادگان ۱۳۷۴ شرکت کرد و در نهایت عنوان سومی این جام را از آن خود کرد. استقلال همچنین در جام حذفی ۷۵–۱۳۷۴ که دهمین دوره جام حذفی فوتبال ایران بود نیز شرکت کرد و در پایان موفق شد عنوان قهرمانی این مسابقات را از آن خود کند تا برای دومین بار قهرمان جام حذفی ایران شود.

## پیش‌زمینه
استقلال فصل قبل را با مقام دومی در جام آزادگان ۱۳۷۳ به پایان برده بود. دیدار جنجالی نیمه‌نهایی آن جام بین استقلال و پرسپولیس با محرومیت امیر قلعه‌نویی، صادق ورمزیار، محمود فکری و مسعود غفوری‌اصل به مدت شش ماه همراه بود و این امر باعث شد تا تیم هفته‌های ابتدایی فصل را بدون آن بازیکنان شروع کند. تنها خرید مهم استقلال در این فصل علی‌رضا منصوریان بازیکن جوان تیم پارس‌خودرو بود که در نهایت عنوان بهترین بازیکن جام آزادگان ۱۳۷۴ را نیز از آن خود کرد.

## بازیکنان
| ش.          | نام              | م.          | پست(ها)     | تاریخ تولد (سن) | آغاز قرارداد | پایان قرارداد | باشگاه قبلی | یادداشت‌ها   |
| دروازه‌بانان | دروازه‌بانان      | دروازه‌بانان | دروازه‌بانان | دروازه‌بانان     | دروازه‌بانان  | دروازه‌بانان   | دروازه‌بانان | دروازه‌بانان |
| ----------- | ---------------- | ----------- | ----------- | --------------- | ------------ | ------------- | ----------- | ----------- |
|             | حمید بابازاده    |             |             |                 |              |               |             |             |
|             | بهزاد غلام‌پور    |             |             |                 |              |               |             |             |
|             | محمدعلی یحیوی    |             |             |                 |              |               |             |             |
| مدافعان     |                  |             |             |                 |              |               |             |             |
|             | جواد زرینچه      |             |             |                 |              |               |             |             |
|             | محمد خرمگاه      |             |             |                 |              |               |             |             |
|             | محمود فکری       |             |             |                 |              |               |             |             |
|             | محمد نوری        |             |             |                 |              |               |             |             |
|             | مهدی پاشازاده    |             |             |                 |              |               |             |             |
|             | صادق ورمزیار     |             |             |                 |              |               |             |             |
|             | ژورس غازاریان    |             |             |                 |              |               |             |             |
| هافبک‌ها     |                  |             |             |                 |              |               |             |             |
|             | بهروز پرورش‌خواه  |             |             |                 |              |               |             |             |
|             | محمدرضا مهران‌پور |             |             |                 |              |               |             |             |
|             | محمد تقوی        |             |             |                 |              |               |             |             |
|             | علی‌رضا منصوریان  |             |             |                 |              |               |             |             |
|             | امیر قلعه‌نویی    |             |             |                 |              |               |             |             |
|             | علی حاج‌اکبری     |             |             |                 |              |               |             |             |
|             | ایمان عالمی      |             |             |                 |              |               |             |             |
|             | کوروش تشت‌زر      |             |             |                 |              |               |             |             |
|             | قاسم سیانکی      |             |             |                 |              |               |             |             |
| مهاجمان     |                  |             |             |                 |              |               |             |             |
|             | ادموند اختر      |             |             |                 |              |               |             |             |
|             | علی اکبریان      |             |             |                 |              |               |             |             |
|             | عباس سرخاب       |             |             |                 |              |               |             |             |
|             | کامیار کاردار    |             |             |                 |              |               |             |             |

## مرور فصل
استقلال که فصل را با نصرالله عبداللهی به عنوان سرمربی شروع کرده بود پس از استعفای وی از مقام خود در هفته نخست هفته دوم را حمید ملک‌احمدی، دروازه‌بان سابقش به عنوان مربی موقت به پایان رساند و از هفته سوم منصور پورحیدری را به عنوان سرمربی برگزید تا پدر استقلال بعد از سه فصل دوری از این تیم مجدداً بر روی نیمکت استقلال بنشیند. استقلال در بازی‌های لیگ نتایج پرنوسانی داشت و تمام تیم‌های مدعی و بالای جدول را برد اما در مقابل تیم‌های پایین جدولی امتیازات فراوانی از دست تا در نهایت به عنوان سومی بسنده کند. در ادامه کار و بعد از پایان لیگ استقلال در جام حذفی شرکت کرد و در این جام موفق ظاهر شد و در نهایت عنوان قهرمانی این جام را از آن خود کرد. دیدار نهایی این جام به دلیل زیر کشت رفتن زمین چمن ورزشگاه آزادی با تأخیر فراوان و در تیر ماه ۱۳۷۵ برگزار شد.
در یازدهمین دوره مسابقات جشنواره هفته بسیج تیم امید استقلال به اضافه چند تن از بازیکنان بزرگسال شرکت کرد که در دیدار فینال این بازیها در ضربات پنالتی مغلوب تیم پیروزی شد و در جایگاه دوم قرار گرفت.

خداحافظی شاهین بیانی در بازی دوستانه استقلال و سنگاپور

### پیش‌فصل و نیم‌فصل
استقلال در ۱۸ مهر ۱۳۷۴ یک بازی دوستانه با تیم ملی فوتبال سنگاپور به مناسبت خداحافظی شاهین بیانی کاپیتان سابق‌اش برگزار کرد. این بازی در ورزشگاه آزادی برگزار شد و با پیروزی ۲–۱ استقلال به پایان رسید.
| ۲۲ اردیبهشت ۱۳۷۴ دوستانه ۱ | صنعت نفت قم | ۰–۱ | استقلال تهران | قم                                |
|                            | کاردار ۶۱'  |     |               | ورزشگاه: حیدریان  تماشاگران: ۸۰۰۰ |

| ۲۴ شهریور ۱۳۷۴ دوستانه ۲ | استقلال تهران                                                | ۳–۰ | سایپا همدان |  |
|                          | مهرانپور نیمه اول' · پرورشخواه نیمه اول' · اکبریان نیمه دوم' |     |             |  |

| ۱۸ مهر ۱۳۷۴ دوستانه ۳                               | استقلال ایران                        | ۲–۱   | سنگاپور                            | تهران                             |
|                                                     | اکبریان ۵۳' · پرورشخواه ۷۷' · کاردار | گزارش | سیلو اراج ۸' · فندی احمد  · برهان  | ورزشگاه: آزادی داور: یوسف قاسمپور |
| یادداشت: دیدار خداحافظی شاهین بیانی از دنیای فوتبال |                                      |       |                                    |                                   |

## بازی‌ها

### جام نقش جهان اصفهان
منبع
تیم استقلال در این سال در دومین دوره جام نقش جهان اصفهان شرکت کرد و با تیم‌های کشاورز تهران، سپاهان اصفهان و تیم ملی امید ایران (المپیک ایران) هم‌گروه شد که پس از یک برد، یک شکست و یک تساوی به خاطر تفاضل گل کمتر موفق به صعود به دور بعدی این جام نشد.
| ۸ اردیبهشت ۱۳۷۴ بازی اول | استقلال تهران           | ۱ – ۰ | کشاورز تهران | اصفهان                                                |
|                          | سرخاب ۴۷' · یزدی · اختر |       | مجتبی تقوی   | ورزشگاه: ۲۲ بهمن تماشاگران: ۱۵۰۰۰ داور: علیرضا قویدست |

| ۱۰ اردیبهشت ۱۳۷۴ بازی دوم                                                                             | استقلال تهران                   | ۰ – ۱ | امید ایران         | اصفهان                                             |
| | تقوی · اختر '۴ · تشت‌زر نیمه دوم |       | بزیک ۲۷' · مهابادی | ورزشگاه: ۲۲ بهمن تماشاگران: ۱۵۰۰۰ داور: سیامک بخشی |
| یادداشت: ضربه پنالتی اختر به تیر دروازه خورد و ضربه پنالتی تشت‌زر توسط برومند گلر تیم ملی امید مهار شد |                                 |       |                    |                                                    |

| ۱۲ اردیبهشت ۱۳۷۴ بازی سوم | سپاهان اصفهان | ۰ – ۰ | استقلال تهران          | اصفهان                                                |
|                           | مومن‌زاده      |       | تقوی منصوریان حاج‌اکبری | ورزشگاه: ۲۲ بهمن تماشاگران: ۲۰۰۰۰ داور: بهرام مهرپیما |

### جام آزادگان
منبع
| ۲۸ اردیبهشت ۱۳۷۴ ۱ | استقلال تهران          | ۰ (۰) – ۱ (۳) | برق شیراز                                       | تهران                                               |
| ۱۷:۳۰ | عالمی '۱۹ مهرانپور '۸۲ |               | محمود خرمزی '۲۲ · داریوش صبوری '۸۷ · یزدانی ۸۹' | ورزشگاه: آزادی تماشاگران: ۲۵۰۰۰ داور: محمدعلی فروغی |
| یادداشت: بعد از آنکه استقلال از داریوش یزدی که هنوز با استقلال اهواز قرارداد داشت در ترکیبش در این بازی استفاده کرد کمیته انضباطی این بازی را ۳–۰ به نفع برق شیراز اعلام کرد. داریوش یزدی نیز تا پایان نیم‌فصل محروم شد، کاظم اولیایی مدیرعامل استقلال نیز محروم شد. |                        |               |                                                 |                                                     |

| ۲ تیر ۱۳۷۴ ۵ | ملوان انزلی                                                       | ۱ – ۰ | استقلال تهران                | انزلی                                                 |
| ۱۷:۰۰        | محمدنبی‌نیا  '۳۲ · کاظم قدیری ۹۰' (پنالتی) · افشین صبی‌پور '? '۱+۹۰ |       | مهابادی '۱۸ · سیانکی '۴۰ '۴۲ | ورزشگاه: تختی انزلی تماشاگران: ۱۸۰۰۰ داور: عباس شهرجو |

| ۹ تیر ۱۳۷۴ ۶ | استقلال تهران                     | ۲ – ۰ | ماشین‌سازی تبریز | تهران                                 |
|              | اختر ۶۹' · پرورشخواه ۸۲' · کاردار |       |                 | ورزشگاه: آزادی داور: علی‌نقی مصطفی‌نژاد |

| ۱۶ تیر ۱۳۷۴ ۷ | استقلال اهواز           | ۰ – ۱ | استقلال تهران                | اهواز                                                 |
|               | حبیب خدریان  نعمتی‌نژاد  |       | خرمگاه ۳۳' · نوری · حاج‌اکبری | ورزشگاه: تختی اهواز تماشاگران: ۳۰۰۰۰ داور: محمد فنایی |

| ۲۳ تیر ۱۳۷۴ ۸ | استقلال تهران | ۰ – ۱ | آرارات تهران                        | تهران                                                |
|               |               |       | بزیک ۷۵'  '۴۴ · ماسیس هاکوپیان  '۴۵ | ورزشگاه: آزادی تماشاگران: ۴۵۰۰۰ داور: یدالله سلیمانی |

| ۳۰ تیر ۱۳۷۴ ۹  | سایپا تهران                              | ۰ – ۰ | استقلال تهران | تهران                                                  |
| ۱۹:۰۰          | شاه‌محمدی  '۴۱ فلاحت‌زاده  '۶۵ جانعلی  '۷۳ |       |               | ورزشگاه: آزادی تماشاگران: ۳۵۰۰۰ داور: علی‌نقی مصطفی‌نژاد |

| ۶ مرداد ۱۳۷۴ ۱۰ (دربی ۴۱)  | استقلال تهران                                            | ۳ – ۱ | پیروزی تهران                 | تهران                                            |
| ۱۸:۰۰                      | اختر ۷' · ورمزیار ۱۶' (پنالتی) · تقوی ۳۶' · پاشازاده '۵۸ |       | نکیسا '۱۶ · کرمانی مقدم ۴۹'  | ورزشگاه: آزادی تماشاگران: ۱۰۰۰۰۰ داور: ساندرو پل |

| ۱۳ مرداد ۱۳۷۴ ۱۱ | پلی‌اکریل اصفهان                                        | ۲ – ۱ | استقلال تهران                       | اصفهان                                                     |
| ۱۸:۰۰            | مومنی ۱۹' (پنالتی)، ۴۵' · اصغر اکبری  '۲۱ · ندافی  '۶۰ |       | تقوی ۴۹' · فکری '۴۹ · منصوریان '۵۷  | ورزشگاه: ۲۲ بهمن اصفهان تماشاگران: ۳۰۰۰۰ داور: احمد ابهران |

| ۷ مهر ۱۳۷۴ ۱۲ | شهرداری تبریز                             | ۲ – ۰ | استقلال تهران | تبریز                                |
|               | خطیبی ۵۵'  · دین‌محمدی ۶۱' · محمدرضا حجتی  |       | نوری          | ورزشگاه: تختی تبریز داور: مهدی اخوان |

| ۱۴ مهر ۱۳۷۴ ۱۳ | استقلال تهران    | ۱ – ۰ | جنوب اهواز                                         | تهران                                            |
| ۱۵:۰۰          | منصوریان ۷۰' '۶۳ |       | عظیم فراهانی  '۳۴ محمد عارف‌‌نیا  '۴۷ خلف نیسی  '۶۲  | ورزشگاه: آزادی تماشاگران: ۲۰۰۰۰ داور: حسین عسگری |

| ۲۴ مهر ۱۳۷۴ ۱۴ | پاس تهران                                                                 | ۱ – ۲ | استقلال تهران                                         | تهران                                            |
|                | احمدرضا سهرابی ۱۴' · قاسم رحمان ستایش  '۵۸ · مهدوی  '۶۵ · مصطفی آجیلی '۸۲ |       | منصوریان ۱۵' · ورمزیار ۴۳' · زرینچه '۵۷ · اکبریان '۷۵ | ورزشگاه: آزادی تماشاگران: ۲۵۰۰۰ داور: حسین عسگری |

| ۲۸ مهر ۱۳۷۴ ۱۵                                    | بهمن کرج           | ۰ – ۰ | استقلال تهران         | تهران                                            |
|                                                   | حیدری '۷ شریفی '۴۲ |       | بابازاده '۳۲ فکری '۳۷ | ورزشگاه: آزادی تماشاگران: ۵۰۰۰۰ داور: جلال مرادی |
| یادداشت: بازی هفته دوازدهم که با تاخیر برگزار شد. |                    |       |                       |                                                  |

| ۴ آبان ۱۳۷۴ ۱۶ | استقلال تهران          | ۱ – ۰ | پاس تهران       | تهران                                               |
| ۱۶:۰۰          | اکبریان ۷۹' · نوری '۵۱ |       | داوود حسینی '۵۷ | ورزشگاه: آزادی تماشاگران: ۳۵۰۰۰ داور: محمدعلی فروغی |

| ۱۲ آبان ۱۳۷۴ ۱۷ | برق شیراز | ۰ – ۰ | استقلال تهران     | شیراز                                                    |
| ۱۵:۰۰           |           |       | اختر '۴۰ تقوی '۶۸ | ورزشگاه: شهدای ارتش تماشاگران: ۲۰۰۰۰ داور: محمدعلی فروغی |

| ۱۸ آبان ۱۳۷۴ ۱۸ | استقلال تهران                             | ۱ – ۱ | کشاورز تهران                            | تهران                                             |
|                 | پاشازاده ۷' · قلعه‌نویی '۱۷ · پاشازاده '۲۷ |       | برمک ۸۵' · باقری  '۵ · ساحل ساسانی  '۳۳ | ورزشگاه: آزادی تماشاگران: ۳۰۰۰۰ داور: احمد ابهران |

| ۳۰ آبان ۱۳۷۴ ۱۹ | استقلال تهران                          | ۱ – ۲ | شموشک نوشهر                                           | تهران                              |
|                 | ورمزیار ۵۷' (پنالتی) · فکری · مهرانپور |       | احمدرضا غلامرضایی ۳۵' · حسین داوودی ۴۸' · مهران محمدی | ورزشگاه: آزادی داور: عبدالله باعزم |

| ۱۲ آذر ۱۳۷۴ ۲۰ | استقلال تهران                     | ۴ – ۰ | ملوان انزلی                       | تهران                                            |
|                | منصوریان ۲۱' · اختر ۶۳'، ۷۵'، ۸۵' |       | بهروز فداکار '۲۷ محمد نبی‌نیا  '۳۲ | ورزشگاه: آزادی تماشاگران: ۱۵۰۰۰ داور: حسین عسگری |

| ۱۷ آذر ۱۳۷۴ ۲۱                                      | سپاهان اصفهان                                 | ۲ – ۱ | استقلال تهران                                            | اصفهان                                                       |
| ۱۴:۳۰                                               | ولی میرزایی  '۱۷ · لوینیان ۵۲' · معماریان ۸۲' |       | ورمزیار ۹' (پنالتی) · فکری '۱۹ · نوری '۴۴ · پاشازاده '۸۴ | ورزشگاه: ۲۲ بهمن اصفهان تماشاگران: ۳۰۰۰۰ داور: محمدعلی فروغی |
| یادداشت: خطای پنالتی بر روی علیرضا منصوریان رخ داد. |                                               |       |                                                          |                                                              |

| ۲۴ آذر ۱۳۷۴ ۲۲ | ماشین‌سازی تبریز                                                              | ۳ – ۳ | استقلال تهران                                                       | تبریز                                                 |
| ۱۵:۰۰          | مهدی جعفرپور ۴' '۱۷ · رضا سادات ۵۴' · جواد فرمانی '۸۲ · محمدرضا ایمان‌منش ۸۸' |       | حاج‌اکبری '۶ · یزدی ۲۰' · اکبریان '۴۷ · منصوریان ۵۱' · مهرانپور ۷۲'  | ورزشگاه: تختی تبریز تماشاگران: ۲۵۰۰۰ داور: حسین عسگری |

| ۱ دی ۱۳۷۴ ۲۳ | آرارات تهران                                       | ۰ – ۱ | استقلال تهران                           | تهران                                            |
| ۱۶:۰۰        | ورژ بخشی  '۳۸ استپانیان  '۴۳ ایشخان ست آقایان  '۶۶ |       | کاردار '۶ ۵۴' · منصوریان '۳۷ · تقوی '۷۲ | ورزشگاه: آزادی تماشاگران: ۲۰۰۰۰ داور: جلال مرادی |

| ۸ دی ۱۳۷۴ ۲۴ (دربی ۴۲) | پیروزی تهران                       | ۰ – ۰ | استقلال تهران | تهران                                             |
|                        | عبدی  '۲۴ داداش‌زاده  '۳۵ شافعی '۸۵ |       | ورمزیار '۴۴   | ورزشگاه: آزادی تماشاگران: ۱۰۰۰۰۰ داور: معان کیالی |

| ۱۷ دی ۱۳۷۴ ۲۵ | استقلال تهران                                                                   | ۵ – ۱ | پلی‌اکریل اصفهان                                                       | تهران                                             |
|               | پاشازاده '۲۵ · ورمزیار ۴۰' (پنالتی) · پرورشخواه '۴۰ ۷۰' · اکبریان ۵۰'، ۶۲'، ۷۲' | گزارش | سیدعلی میرزایی '۱۱ · محمدجمال ندافی ۴۵' (پنالتی) · علیرضا رازقیان '۶۵ | ورزشگاه: آزادی تماشاگران: ۳۰۰۰۰ داور: احمد ابهران |

| ۲۱ دی ۱۳۷۴ ۲۶ | استقلال تهران                                   | ۱ – ۰ | بهمن کرج               | تهران                                            |
|               | اختر ۴۳' · اکبریان '۵۰ · ورمزیار '۵۸ · نوری '۶۸ |       | استیلی '۹ رضایی‌منش '۵۵ | ورزشگاه: آزادی تماشاگران: ۲۰۰۰۰ داور: حسین عسکری |

| ۲۵ دی ۱۳۷۴ ۲۷ | استقلال تهران                        | ۳ – ۱ | شهرداری تبریز              | تهران                                                  |
| ۱۷:۰۰         | اختر ۱۰'، ۸۳' (پنالتی) · اکبریان ۷۱' |       | پاک‌نژاد ۲۷' · دین‌محمدی '۸۷ | ورزشگاه: آزادی تماشاگران: ۱۵۰۰۰ داور: علی‌نقی مصطفی‌نژاد |

| ۱ بهمن ۱۳۷۴ ۲۸ | جنوب اهواز                                                                                            | ۲ – ۲ | استقلال تهران                                           | اهواز                                 |
|                | علی نواصرزاده  '۹ · حردانی ۱۲' · علی فرتوت اهوازی '۱۲ · عباس سیاحی '۶۷ · فرسیات ۷۶' · عزیز فرسیات '۸۸ |       | اختر ۵' · غلامپور '۱۲ · ورمزیار ۵۰' (پنالتی) · تقوی '۷۵ | ورزشگاه: تختی اهواز داور: احمد ابهران |

| ۶ بهمن ۱۳۷۴ ۲۹ | استقلال تهران                      | ۲ – ۰ | استقلال اهواز | تهران                                           |
|                | اکبریان ۷۰' · ورمزیار ۸۰' · خرمگاه |       |               | ورزشگاه: آزادی تماشاگران: ۶۰۰۰ داور: حسین عسگری |

| ۷ اسفند ۱۳۷۴ ۳۰ | استقلال تهران                           | ۳ – ۱ | سایپا تهران                                                        | تهران                                                 |
|                 | اختر '۴۵ · مهرانپور ۴۵' · اختر ۷۵'، ۸۰' |       | طاهری ۷۱' · حسن اسپیلی  · سهند رازیان  · احمد جانعلی  · مجید صالح  | ورزشگاه: آزادی تماشاگران: ۵۰۰۰ داور: علی‌نقی مصطفی‌نژاد |

### جایگاه در جدول
| رده | تیم           | بازی | برد | مساوی | باخت | گلِ‌زده | گلِ‌خورده | امتیاز |
| --- | ------------- | ---- | --- | ----- | ---- | ----- | ------- | ------ |
| ۱   | پیروزی تهران  | ۳۰   | ۱۵  | ۱۲    | ۳    | ۳۳    | ۱۸      | ۵۷     |
| ۲   | بهمن کرج      | ۳۰   | ۱۳  | ۱۲    | ۵    | ۴۷    | ۲۴      | ۵۱     |
| ۳   | استقلال تهران | ۳۰   | ۱۴  | ۹     | ۷    | ۴۱    | ۲۶      | ۵۱     |
| ۴   | پاس تهران     | ۳۰   | ۱۳  | ۶     | ۱۱   | ۳۳    | ۳۵      | ۴۵     |
| ۵   | سپاهان اصفهان | ۳۰   | ۱۱  | ۹     | ۱۰   | ۴۰    | ۳۶      | ۴۲     |

### جام حذفی
منبع
| ۱۷ مرداد ۱۳۷۴ ۱/۱۶ | بسیج تبریز                      | ۰ – ۱ | استقلال تهران          | تبریز                                                   |
|                    | همدانی  حبیب ستوده  محرم رنجبر  |       | اکبریان ۶۷' · ورمزیار  | ورزشگاه: تختی تبریز تماشاگران: ۷۰۰۰ داور: یداله سلیمانی |

| ۲۴ مرداد ۱۳۷۴ ۱/۱۶ | استقلال تهران                                          | ۴ – ۲ | بسیج تبریز                                                              | تهران                                              |
| ۱۸:۳۰              | کاردار ۳۶' '۴۳ · ورمزیار ۴۷' (پنالتی) · سرخاب ۵۵'، ۶۲' |       | چمنی ۱۲' '۳۵ · محمد علیپور '۲۶ · رحیم جدی ۴۱' '۴۸ · محمد رنجبر '۸۸ '۹۰  | ورزشگاه: آزادی تماشاگران: ۵۰۰۰۰ داور: عبداله باعزم |

| ۲۷ مرداد ۱۳۷۴ ۱/۸ | استقلال تهران                                                                  | ۳ – ۰ | پارس خودرو تهران | تهران                                                |
|                   | سرخاب ۵۲' · فکری ۵۵' · منصوریان ۶۶' · مهابادی '۵۶ · پرورشخواه '۷۹ · کاردار '۸۷ |       |                  | ورزشگاه: آزادی تماشاگران: ۳۰۰۰۰ داور: یدالله سلیمانی |

| ۲۶ آبان ۱۳۷۴ ۱/۴                           | استقلال تهران                                   | ۲ – ۱ | کشاورز تهران                                                | تهران                                               |
|                                            | اکبریان ۸۳' · ورمزیار '۱۰۲ (پنالتی) · پرورشخواه |       | برمک ۴۰'  '۴۸ · مرادی  '۳ · استیلی  '۵۱ · عباس میرزایی  '۷۶ | ورزشگاه: آزادی تماشاگران: ۵۰۰۰۰ داور: محمدعلی فروغی |
| یادداشت: گل ورمزیار شامل قانون گل طلایی شد |                                                 |       |                                                             |                                                     |

| ۲۷ بهمن ۱۳۷۴ نیمه‌نهایی | استقلال تهران       | ۱ – ۰ | ملوان انزلی    | تهران                                               |
|                        | اختر ۲۲' · فکری '۷۶ |       | کاظم قدیری '۶۳ | ورزشگاه: آزادی تماشاگران: ۱۲۰۰۰ داور: محمدعلی فروغی |

| ۲ اسفند ۱۳۷۴ نیمه‌نهایی                           | ملوان انزلی                                    | ۱ – ۱ | استقلال تهران                   | انزلی                                            |
|                                                  | پورغلامی ۵' · عسگر رضایی '۸۳ · حسین عاشوری '۸۹ |       | ورمزیار '۹۶ (پنالتی) · یزدی '۳۴ | ورزشگاه: آزادی تماشاگران: ۱۸۰۰۰ داور: حسین عسگری |
| یادداشت: گل صادق ورمزیار شامل قانون گل طلایی شد. |                                                |       |                                 |                                                  |

| ۸ تیر ۱۳۷۵ فینال | برق شیراز                | ۱ – ۳ | استقلال تهران                                                       | شیراز                                       |
|                  | یزدانی ۲۰' · دانشمند '۶۸ | گزارش | مرفاوی ۳۶'، ۴۳' · منصوریان ۴۸' · مرفاوی · خرمگاه · پرورشخواه · اختر | ورزشگاه: شهدای ارتش شیراز داور: احمد ابهران |

| ۱۸ تیر ۱۳۷۵ فینال | استقلال تهران                           | ۲ – ۰ | برق شیراز                                                                         | تهران                                            |
| | قلعه‌نویی ۷'، ۵۸' (پنالتی) · غلامپور '۸۹ | گزارش | کلانتری '۵۱ · مهرزاد عباسی '۸۹ · غلامعلی بهشت آیین · داریوش صبوری · خسرو دانشمند  | ورزشگاه: آزادی تماشاگران: ۳۵۰۰۰ داور: حسین عسگری |
| یادداشت: غلامپور بر روی مهرزاد عباسی مرتکب خطای پنالتی شد. غلامپور در دقیقه ۵۱ ضربه پنالتی را مهار کرد خطای پنالتی بر روی ورمزیار رخ داد پس از اخراج غلامپور چند دقیقه آخر را منصوریان درون دروازه ایستاد |                                         |       |                                                                                   |                                                  |

### جشنواره هفته بسیج
شاکله اصلی استقلال در این بازیها را تیم امید تشکیل داده بود و چند تن از بازیکنان بزرگسال نیز در بازیها به میدان رفتند.
| ۳ آذر ۱۳۷۴ | استقلال تهران   | ۱ – ۱ | مقاومت تبریز | تهران          |
|            | رحمان کیاست ۳۷' |       | کاردار ۳۹'   | ورزشگاه: آزادی |

| ۵ آذر ۱۳۷۴ | استقلال تهران | ؟ – ؟ | بسیج تبریز | تهران          |
|            |               |       |            | ورزشگاه: آزادی |

| ۷ آذر ۱۳۷۴ فینال | استقلال تهران       | ۱ – ۱ (۵ – ۶ پنالتی) | پیروزی تهران | تهران           |
|                  | سیانکی ۶۰' (پنالتی) |                      | زهرایی ۱۲'   | ورزشگاه: شیرودی |

## آمار فصل

منصوریان در لباس دروازبانی در بازی فینال حذفی در برابر برق شیراز

### عملکرد کلی تیم در فصل
| عنوان بازیها | بازی | برد | مساوی | باخت | گل‌زده | گل‌خورده | تفاضل | درصد برد |
| ------------ | ---- | --- | ----- | ---- | ----- | ------- | ----- | -------- |
| لیگ آزادگان  | ۳۰   | ۱۴  | ۹     | ۷    | ۴۱    | ۲۶      | ۱۵    | ۴۷٪      |
| جام حذفی     | ۸    | ۷   | ۱     | ۰    | ۱۷    | ۵       | ۱۲    | ۸۸٪      |
| جمع          | ۳۸   | ۲۱  | ۱۰    | ۷    | ۵۸    | ۳۱      | ۲۷    | ۵۵٪      |

### تعداد بازی
| #  | بازیکن           | مسابقات     | مسابقات  | جمع |
| #  | بازیکن           | لیگ آزادگان | جام حذفی | جمع |
| -- | ---------------- | ----------- | -------- | --- |
| ۱  | علیرضا منصوریان  | ۲۸          | ۸        | ۳۶  |
| ۲  | جواد زرینچه      | ۲۹          | ۶        | ۳۵  |
| ۳  | ادموند اختر      | ۲۶          | ۵        | ۳۱  |
| ۴  | محمد تقوی        | ۲۴          | ۶        | ۳۰  |
| ۵  | بهروز پرورشخواه  | ۲۲          | ۷        | ۲۹  |
| ۶  | مهدی پاشازاده    | ۲۳          | ۵        | ۲۸  |
| ۷  | بهزاد غلامپور    | ۲۱          | ۷        | ۲۸  |
| ۸  | صادق ورمزیار     | ۲۰          | ۸        | ۲۸  |
| ۹  | امیر قلعه‌نویی    | ۲۰          | ۸        | ۲۸  |
| ۱۰ | علی اکبریان      | ۱۹          | ۶        | ۲۵  |
| ۱۱ | محمد خرمگاه      | ۲۰          | ۳        | ۲۳  |
| ۱۲ | محمد نوری        | ۱۸          | ۵        | ۲۳  |
| ۱۳ | کوروش تشت‌زر      | ۱۷          | ۴        | ۲۱  |
| ۱۴ | محمود فکری       | ۱۶          | ۶        | ۲۰  |
| ۱۵ | محمدرضا مهرانپور | ۱۶          | ۲        | ۱۸  |
| ۱۶ | علی حاج‌اکبری     | ۱۳          | ۲        | ۱۵  |
| ۱۷ | عباس سرخاب       | ۱۱          | ۴        | ۱۵  |
| ۱۸ | ایمان عالمی      | ۱۱          | ۰        | ۱۳  |
| ۱۹ | داریوش یزدی      | ۹           | ۴        | ۱۳  |
| ۲۰ | داوود مهابادی    | ۱۰          | ۲        | ۱۲  |
| ۲۱ | کامیار کاردار    | ۸           | ۲        | ۱۰  |
| ۲۲ | قاسم سیانکی      | ۷           | ۳        | ۱۰  |
| ۲۳ | حمید بابازاده    | ۹           | ۰        | ۹   |
| ۲۴ | صمد مرفاوی       | ۰           | ۲        | ۲   |
| ۲۵ | حسین فخرمحمدی    | ۱           | ۰        | ۱   |
| ۲۶ | جلال پورموسوی    | ۱           | ۰        | ۱   |
| ۲۷ | داوود حسینی      | ۰           | ۱        | ۱   |
| ۲۸ | محمدعلی یحیوی    | ۰           | ۱        | ۱   |

### عملکرد مربیان
هدایت استقلال در دو بازی اول لیگ به ترتیب بر عهده نصرالله عبداللهی و حمید ملک‌احمدی بود و از هفته سوم و در بقیه بازی‌های لیگ و جام حذفی تیم را منصور پورحیدری هدایت کرده‌است. در سه بازی جام نقش جهان اصفهان تیم را نصرالله عبداللهی هدایت کرد.

### آمار گل‌زن‌ها
| ردیف | بازیکنان         | جام آزادکان | جام حذفی | جمع |
| ---- | ---------------- | ----------- | -------- | --- |
| ۱    | ادموند اختر      | ۱۱          | ۱        | ۱۲  |
| ۲    | صادق ورمزیار     | ۷           | ۳        | ۱۰  |
| ۳    | علی اکبریان      | ۷           | ۲        | ۹   |
| ۴    | علیرضا منصوریان  | ۶           | ۲        | ۸   |
| ۵    | عباس سرخاب       | ۰           | ۳        | ۳   |
| ۶    | محمدرضا مهرانپور | ۲           | ۰        | ۲   |
| ۶    | بهروز پرورشخواه  | ۲           | ۰        | ۲   |
| ۶    | محمد تقوی        | ۲           | ۰        | ۲   |
| ۶    | کامیار کاردار    | ۱           | ۱        | ۲   |
| ۶    | صمد مرفاوی       | ۰           | ۲        | ۲   |
| ۶    | امیر قلعه‌نویی    | ۰           | ۲        | ۲   |
| ۱۲   | مهدی پاشازاده    | ۱           | ۰        | ۱   |
| ۱۲   | محمد خرمگاه      | ۱           | ۰        | ۱   |
| ۱۲   | داریوش یزدی      | ۱           | ۰        | ۱   |
| ۱۲   | محمود فکری       | ۰           | ۱        | ۱   |
|      | جمع              | ۴۱          | ۱۷       | ۵۸  |

### دبل‌ها و هت‌تریک‌ها
|               | دبل         | دبل      | هت‌تریک      | هت‌تریک   |
| گلزنان        | جام آزادکان | جام حذفی | جام آزادکان | جام حذفی |
| ------------- | ----------- | -------- | ----------- | -------- |
| ادموند اختر   | ۲           | ۰        | ۱           | ۰        |
| علی اکبریان   | ۰           | ۰        | ۱           | ۰        |
| امیر قلعه‌نویی | ۰           | ۱        | ۰           | ۰        |
| صمد مرفاوی    | ۰           | ۱        | ۰           | ۰        |
| عباس سرخاب    | ۰           | ۱        | ۰           | ۰        |
| جمع           | ۵           | ۵        | ۲           | ۲        |

### کاپیتان‌های فصل
| رده | نام           | جام آزادکان | جام حذفی | جمع |
| --- | ------------- | ----------- | -------- | --- |
| ۱   | امیر قلعه‌نویی | ۲۰          | ۸        | ۲۸  |
| ۲   | جواد زرینچه   | ۸           | ۰        | ۸   |
| ۳   | صادق ورمزیار  | ۲           | ۰        | ۲   |

- فقط کاپینانهایی که بازی را شروع کرده‌اند در این جدول قرار گرفته‌اند و کاپیتانهای تعویضی محاسبه نشده‌اند.